# Кјазелис (Удине)
Кјазелис је насеље у Италији у округу Удине, региону Фурланија-Јулијска крајина.
Према процени из 2011. у насељу је живело 484 становника. Насеље се налази на надморској висини од 37 м.